# Skrzypki
Skrzypki (deutsch Skrzypken, 1926–1945 Geigenau) ist ein zur Gemeinde Kalinowo (Kallinowen, 1938 bis 1945 Dreimühlen) zählendes Dorf im nordöstlichen Masuren in der polnischen Woiwodschaft Ermland-Masuren, Powiat Ełcki (Kreis Lyck).

Panoramablick auf den Jezioro Przepiórka mit Skrypki

## Geographische Lage
Das Dorf befindet sich zehn Kilometer Luftlinie südlich der Ortschaft Kalinowo an einer von Borzymy (Borszymmen, 1936–1938 Borschymmen, 1938 bis 1945 Borschimmen) nach Lisewo (Lyssewen, 1938 bis 1945 Lissau) führenden Landstraße. Es liegt am Westufer des Przepioken-Sees (1923 bis 1945 Wachteldorfer See, polnisch Jezioro Przepiórka).

## Geschichte
Der Ort Skrzypken entstand 1495 durch aus Masowien eingewanderte Siedler und hatte über lange Zeit eine ausschließlich masowische Bevölkerung.
Am 27. Mai 1874 wurde im Zuge einer preußischen Gemeindereform neu ein Amtsbezirk Borczymmen (ab 1881: Borszymmen, ab 1936: Borschymmen, ab 1938 Borschimmen, polnisch Borzymy) gebildet, der die Gemeinden Borczymmen, Jendreyken, Lyssewen, Przepiorken, Skrzypken und Stosznen und dem Gutsbezirk Romotten und Seen umfasst. 1908 wurden zusätzlich die Gemeinden Duttken, Gronsken und Romanowen und der Gutsbezirk Imionken vom bisherigen Amtsbezirk Dluggen neu in den Amtsbezirk Borszymmen umgegliedert.
1910 umfasste Skrzypken 120 Einwohner.
Aufgrund der Bestimmungen des Versailler Vertrags stimmte die Bevölkerung im Abstimmungsgebiet Allenstein, zu dem Skrzypken gehörte, am 11. Juli 1920 über die weitere staatliche Zugehörigkeit zu Ostpreußen (und damit zu Deutschland) oder den Anschluss an Polen ab. In Skrzypken stimmten 100 Einwohner für den Verbleib bei Ostpreußen, auf Polen entfiel keine Stimme.
Skrzypken wurde am 9. Februar 1926 im Zuge der Eindeutschung von Ortsnamen masurischer, polnischer oder litauischer Herkunft in „Geigenau“ umbenannt, was der wörtlichen Übersetzung des zugrunde liegenden slawischen Begriffes entspricht.
1931 umfasste der Amtsbezirk Borszymmen die Landgemeinden Borszymmen, Duttken, Geigenau, Gronsken, Jendreyken, Lyssewen, Romanowen, Stosznen und Wachteldorf (ehemals Przepiorken).
1933 waren in Geigenau 131 Einwohner verzeichnet, 1939 nur noch 112 Einwohner.
Nach Ende des Zweiten Weltkrieges 1945 fiel das zum Deutschen Reich (Ostpreußen) gehörende, infolge von Kriegseinwirkung teilweise zerstörte Geigenau an Polen. Die ansässige deutsche Bevölkerung wurde, soweit sie nicht geflüchtet war, nach 1945 größtenteils vertrieben und neben der angestammten masurischen Minderheit durch Neubürger aus anderen Teilen Polens ersetzt. Der Ort wurde in „Skrzypki“ umbenannt.
Von 1975 bis 1998 gehörte Skrzypki zur damaligen Woiwodschaft Suwałki, kam dann 1999 zur neu gebildeten Woiwodschaft Ermland-Masuren. Heute ist das Dorf Sitz eines Schulzenamtes (polnisch Sołectwo) und somit eine Ortschaft im Verbund der Gmina Kalinowo.

## Kirche
Bis 1945 war Skrzypken resp. Geigenau in die evangelische Kirche Borszymmen in der Kirchenprovinz Ostpreußen der Kirche der Altpreußischen Union sowie in die römisch-katholische Kirche Prawdzisken (1934 bis 1945 Reiffenrode, polnisch Prawdziska) im Bistum Ermland eingepfarrt.
Heute gehört Skrzypki katholischerseits zur Pfarrei Borzymy im Bistum Ełk der Römisch-katholischen Kirche in Polen. Die evangelischen Einwohner halten sich zur Kirchengemeinde in der Stadt Ełk (Lyck), einer Filialgemeinde der Pfarrei Pisz (Johannisburg) in der Diözese Masuren der Evangelisch-Augsburgischen Kirche in Polen.